# Bill Steer
William Geoffrey Steer, detto Bill (Stockton-on-Tees, 3 dicembre 1969), è un chitarrista e cantante britannico È considerato come uno dei pionieri del grindcore e del death metal grazie al suo coinvolgimento nei Napalm Death e Carcass, due delle band più importanti di quei generi. Tra il 2010 ed il 2020 ha suonato con i Gentlemans Pistols, i Carcass post-reunion ed è apparso come secondo chitarrista dal vivo per Angel Witch dal 2011-2015.

## Biografia
Ha suonato dal 1987 al 1989 nei Napalm Death per poi passare nel 1989 ai Carcass di Jeff Walker.
Dopo lo scioglimento dei Carcass ha creato la propria band, i Firebird.